# Suddivisioni dell'Argentina

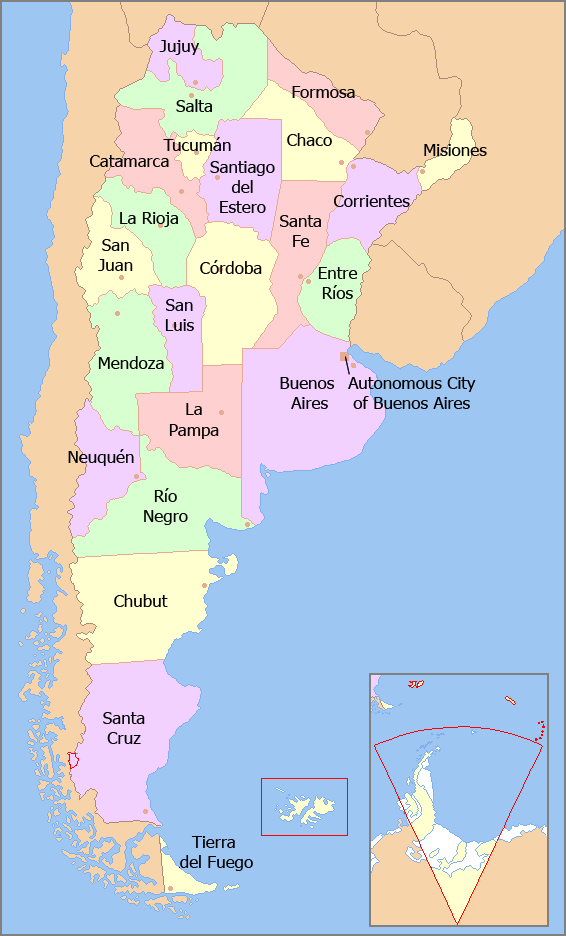
La suddivisione in province dell'Argentina

## Province
L'Argentina è uno Stato federale suddiviso in 23 province e un distretto federale, che costituiscono gli Stati dell'Argentina.

## Dipartimenti
Ciascuna provincia, si suddivide ulteriormente in dipartimenti, con l'eccezione della provincia di Buenos Aires, formata da partidos, e della Città autonoma di Buenos Aires, formata da barrios. In totale i dipartimenti sono 376 ai quali si aggiungono i 134 partidos della provincia di Buenos Aires.
La Provincia di Terra del Fuoco, Antartide e Isole dell'Atlantico del Sud è composta da tre dipartimenti in quanto gli altri due (Antartide argentina e Isole dell'Atlantico Meridionale) non sono riconosciuti dalla comunità internazionale.

## Comuni e municipi
Ogni dipartimento, infine, comprende municipi (municipios) o comuni (comunas). I partidos della provincia di Buenos Aires (nello specifico quelli dell'area metropolitana della capitale) coincidono praticamente con un unico comune, mentre i dipartimenti possono essere formati da diversi comuni. Nel dipartimento di Río Grande i comuni sono due ma non sono confinanti tra loro in quanto parte del territorio del dipartimento è detto sistema de ejidos no colindantes cioè parte del dipartimento non è soggetto a nessuna amministrazione.